# Boulaya
Boulaya là một chi rêu trong họ Thuidiaceae.